# Juncos (Juncos)
Juncos es un barrio-pueblo ubicado en el municipio de Juncos en el estado libre asociado de Puerto Rico. En el Censo de 2010 tenía una población de 2464 habitantes y una densidad poblacional de 2.543,73 personas por km².

## Geografía
Juncos se encuentra ubicado en las coordenadas 18°13′45″N 65°55′18″O / 18.22917, -65.92167. Según la Oficina del Censo de los Estados Unidos, Juncos tiene una superficie total de 0.97 km², de la cual 0.94 km² corresponden a tierra firme y (2.67%) 0.03 km² es agua.

## Demografía
Según el censo de 2010, había 2464 personas residiendo en Juncos. La densidad de población era de 2.543,73 hab./km². De los 2464 habitantes, Juncos estaba compuesto por el 69.68% blancos, el 14.85% eran afroamericanos, el 0.61% eran amerindios, el 0.16% eran asiáticos, el 5.72% eran de otras razas y el 8.97% pertenecían a dos o más razas. Del total de la población el 98.21% eran hispanos o latinos de cualquier raza.